# گونار اولسون (بازیکن فوتبال، زاده ۱۹۰۱)
گونار اولسون (انگلیسی: Gunnar Olsson; ۲۷ مارس ۱۹۰۱ – ۴ مهٔ ۱۹۶۰) بازیکن فوتبال اهل سوئد بود.
از باشگاه‌هایی که در آن بازی کرده‌است می‌توان به باشگاه فوتبال هلسینگبورگس اشاره کرد.
وی همچنین در تیم ملی فوتبال سوئد بازی کرده‌است.